# Dierk Berthel

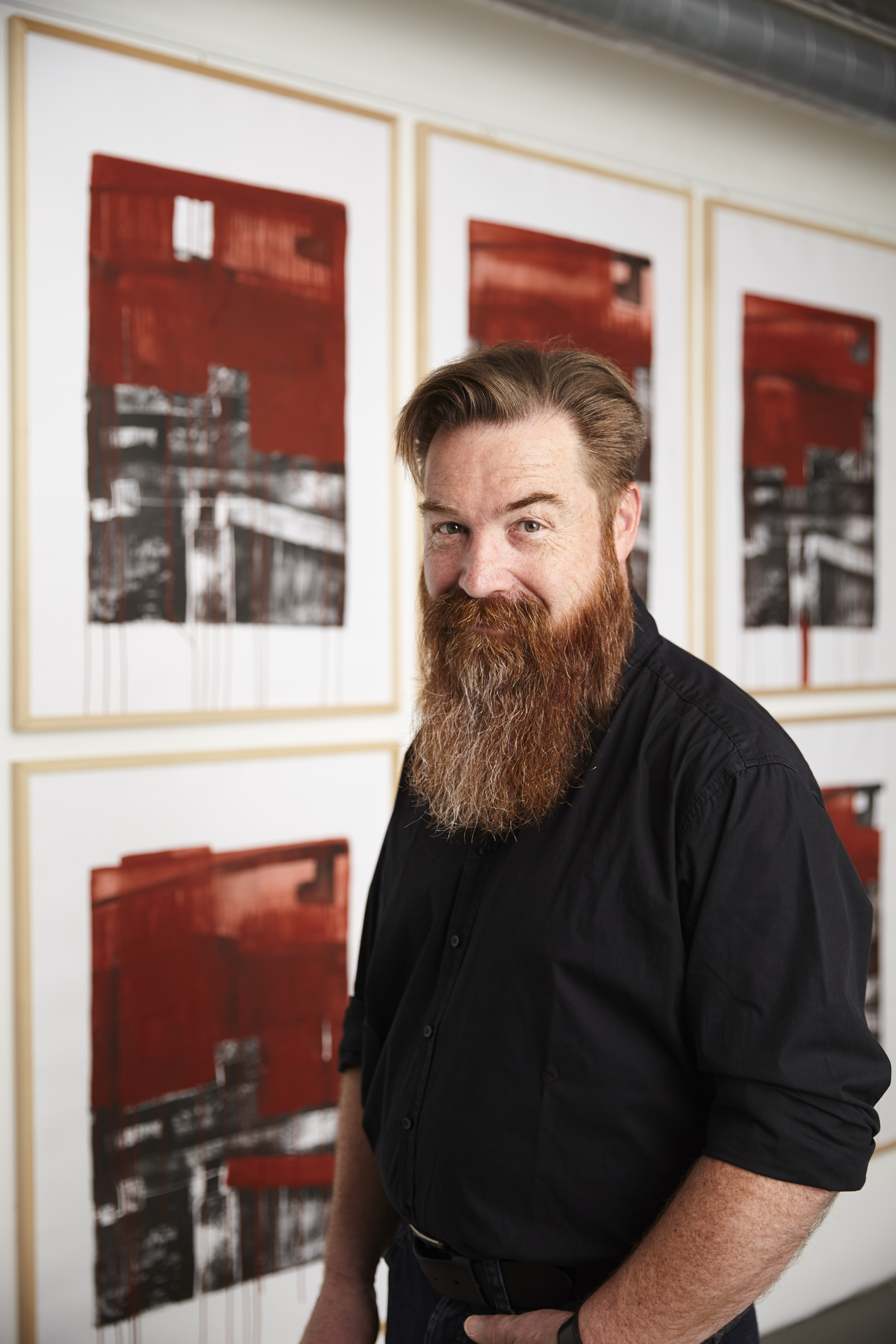
Dierk Berthel, 2018

Dierk Berthel (* 1963 in Schweinfurt) ist ein deutscher Bildhauer.

## Leben
Dierk Berthel wurde als Sohn eines Architekten in Schweinfurt geboren und verbrachte dort die ersten 10 Jahre seiner Kindheit. In den Jahren 1978 bis 1981 absolvierte er eine Steinmetz- und Steinbildhauerlehre bei Julius Katzenberger und war im Anschluss als Bildhauer mit Schwerpunkt Steinskulptur tätig. Von 1984 bis 1986 besuchte er die Fachschule für Bildhauer in Aschaffenburg, war dort Meisterschüler von Erwin Rager und Ernst Vollmer und schloss die Schule mit Meisterbrief ab. Seit 1986 ist er als Bildhauer selbstständig.
Er ist mit der Bildhauerin Christine Deuring-Berthel verheiratet, hat zwei Söhne und lebt und arbeitet in Rannungen, Landkreis Bad Kissingen.
Seine Ausstellungstätigkeit verstärkte er ab dem Jahr 2000 und nahm seitdem an zahlreichen internationalen Bildhauersymposien teil. Schwerpunkt seiner bildhauerischen Tätigkeit sind die Bereiche Kunst am Bau und Kunst im öffentlichen Raum. In diesen Bereichen ist er auch seit Jahren als Fachjuror bei Kunstwettbewerben tätig.
Auch die experimentelle Musik ist ein Bestandteil seines künstlerischen Schaffens. 2009 gründete er mit dem Musiker und Bildhauer Jan Polacek das experimentelle Klangprojekt „Die Autoinduktive und die Freunde der raumgreifenden Melodie“ und 2014 sein Soloprojekt „Geräuschdieb“.
Im Jahr 2019 hatte Berthel eine Dozentur für Steinskulptur an der 22. Internationalen Sommerakademie für Bildende Kunst in Dresden.
Seit 2020 hat er einen Lehrauftrag an der Staatliche Berufsfachschule für Holzbildhauer (Bischofsheim in der Rhön) inne.

## Ehrenämter
Seit Jahren engagiert sich Dierk Berthel ehrenamtlich für die berufs- und sozialpolitischen Belange der Bildenden Künstlerinnen und Künstler.
Er ist Mitglied im Berufsverband Bildender Künstlerinnen und Künstler (BBK) Unterfranken mit Sitz in Würzburg. 2008 wurde er Mitglied des Vorstands, von 2011 bis 2020 bekleidete er das Amt des 1. Vorsitzenden. In dieser Zeit war er auch 1. Vorsitzender des Sozialfonds des BBK-Unterfranken.
Im Jahr 2015 wurde er als Vorstandsmitglied in den BBK-Landesverband Bayern, mit Sitz in München gewählt.
Dierk Berthel ist Delegierter im Verband Freier Berufe Bayern mit Sitz in München und Delegierter im Bundesverband Bildender Künstlerinnen und Künstler mit Sitz in Berlin und Bonn.
Seit 2021 ist er Mitglied im Bundesvorstand im Bundesverband Bildender Künstlerinnen und Künstler.
Die Projektleitung für den bundesweiten „Tag der Druckkunst“ hat er seit 2022 inne.
2022 wurde er als stellvertretendes Mitglied für die BG I im Verwaltungsrat der VG Bild-Kunst und als Mitglied im Vergabebeirat der Stiftung Kulturwerk in die VG Bild-Kunst gewählt.

## Mitgliedschaften
- BBK Berufsverband Bildender Künstlerinnen und Künstler, Regionalverband Unterfranken e.V.[7]
- VKU Vereinigung Kunstschaffender Unterfrankens[8] bis 2019
- VG-Bild-Kunst, Bonn[9]

## Arbeiten im öffentlichen Raum (Auswahl)
- Brunnenanlagen in: Münnerstadt, Juliusspital; Dittelbrunn, Dorfmitte; Schweinfurt, Christuskirche;
- Platzgestaltungen in: Gauaschach, Milchkannendenkmal; Wiesenfeld, Dreilämmerdenkmal;
- Bildstöcke und Sakralskulpturen in: Bad Kissingen-Arnshausen, Aidhausen, Rannungen, Reichmannshausen;
- Skulpturen in: Bad Salzhausen, Kurpark; Abtsgmünd, Skulpturenweg; Aidhausen, Feuerwehrhaus; Nassach, Gemeindehaus; Stockach, Stadtpark; Poppenhausen, Rathaus; Kirchheim bei Würzburg, Skulpturenplatz;
- Kirchenraumgestaltung in: Dittelbrunn „Arche“, Christuscorpus im Altarraum; Brünn „Kath. Kirche“, Altar, Ambo, Tabernakel; Schweinfurt „St. Johannis“, Emporenbrüstung;

## Ausstellungen (Auswahl)

### 2016
- Sommerausstellung der VKU, Galerie Spitäle an der Alten Mainbrücke, Würzburg
- JEDE NACHT JEDEN TAG, Kunstprojekt St.Johannis, Würzburg
- Kunstpark im Kurpark, Mitglieder der Vereinigung Kunstschaffender Unterfranken zeigen einen Querschnitt zeitgenössischer dreidimensionaler Kunst, Kurpark, Bad Mergentheim

### 2017
- Zeigt her eure …, Winter-Mitgliederausstellung des BBK-Unterfranken, BBK-Galerie im Kulturspeicher am Alten Hafen, Würzburg
- ZWIESPRACHE, Sommer-Mitgliederausstellung des BBK-Unterfranken, BBK-Galerie im Kulturspeicher am Alten Hafen, Würzburg
- KonTRAste, Kap-Hoorn ART ::Die Neunte:: Bremen-Gröpelingen
- Zwiefacher mit Andrea Buckland, Galerie HOP, Bamberg

### 2018
- AMPLITUDE DER DIFFERENZ, Kunstaustausch zwischen Deutschland und China, Yuan Xiaocen Kunstmuseum in Kunming/China
- ErzArt4[10]
- Raumzustaende Bildhauerei Heute, Triennale IV. Fokus Franken[11][12][13]
- Aus Dem Druck, Druckgrafische Arbeiten von Dierk Berthel[14]

### 2019
- AMPLITUDE DER DIFFERENZ, Kunstaustausch zwischen Deutschland und China, Dali/Yunnan und Yuxi/Yunnan in China / Museum Schloss Ratibor, Roth / Villa Dessauer, Bamberg / Kunsthaus Reitbahn, Ansbach[15]

- 69. Bayreuther Kunstausstellung, Neues Schloss der Eremitage in Bayreuth
- DOZENTENAUSSTELLUNG, 22. Internationale Dresdner Sommerakademie, Motorenhalle.Projektzentrum für zeitgenössische Kunst, Dresden[16]

### 2020
- unfinished spaces, Einzelausstellung im Kloster Wechterswinkel[17]
- So weit so gut, Ausstellung in der Villa Claudia bei KunstVorarlberg, Feldkirch/Österreich[18]

## Bildhauersymposien (Auswahl)
- Bischofsheim a.d. Rhön, ZusammenArbeiten (Teilnehmer: Dierk Berthel, Kurt Grimm, Jan Polacek, Markus Schmitt, Joachim Hasslan, Hubertus Hess mit Schülerinnen und Schüler der Staatl. Bildhauerschule Bischofsheim)
- Kirchheim / Unterfranken, 2. Bildhauersymposion nach 1961[19] (Teilnehmer: Dierk Berthel, Kurt Grimm, Christoph Jakob, Sebastian Paul)
- Bad Salzhausen, Plastische Perspektiven[20] (Teilnehmer: Dierk Berthel, Christian Bolt, Stephan Gruber, Nadja Iseli, Corinna Krebber, C.W. Loth, Pascal Murer, Yue Ning, Detlef Reuter, Angelika Summa; Gastkünstler: Noam Vazana und Asaf Lewkowitz)
- Abtsgmünd, Torso II (Teilnehmer: Dierk Berthel, Erika Harbort, Marc Haselbach, Lutz Hellmuth, Anna Kubach-Wilmsen, Peter Mayer, Kai Rosner, Christian Ruckdeschel, Anne Katrin Stork, Kornelia Thümmel, Uwe Tillmann, Christoph Traub)

## Galerie

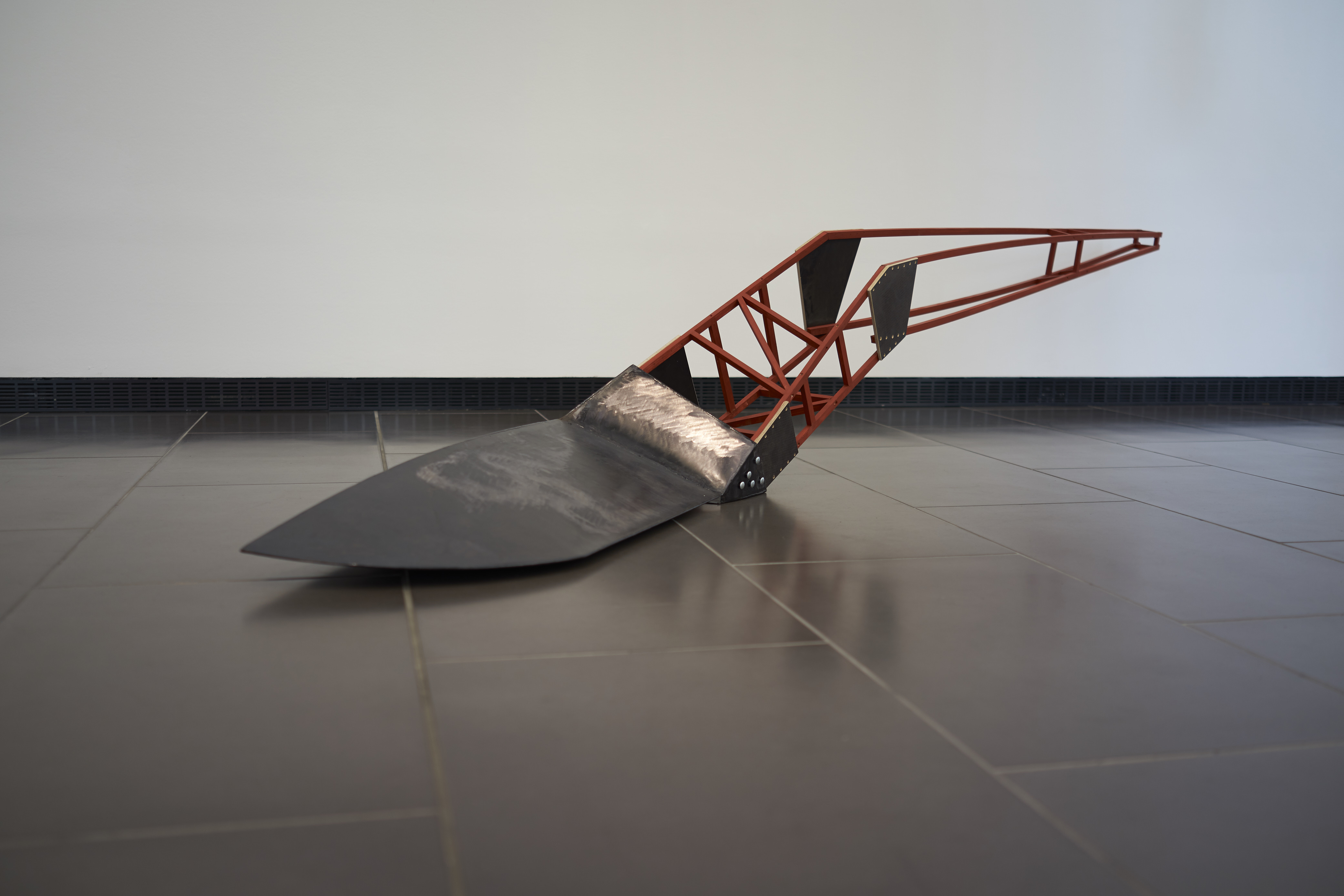
Dierk Berthel, „Figur I“, Stahl brüniert, Holz farbig gefasst
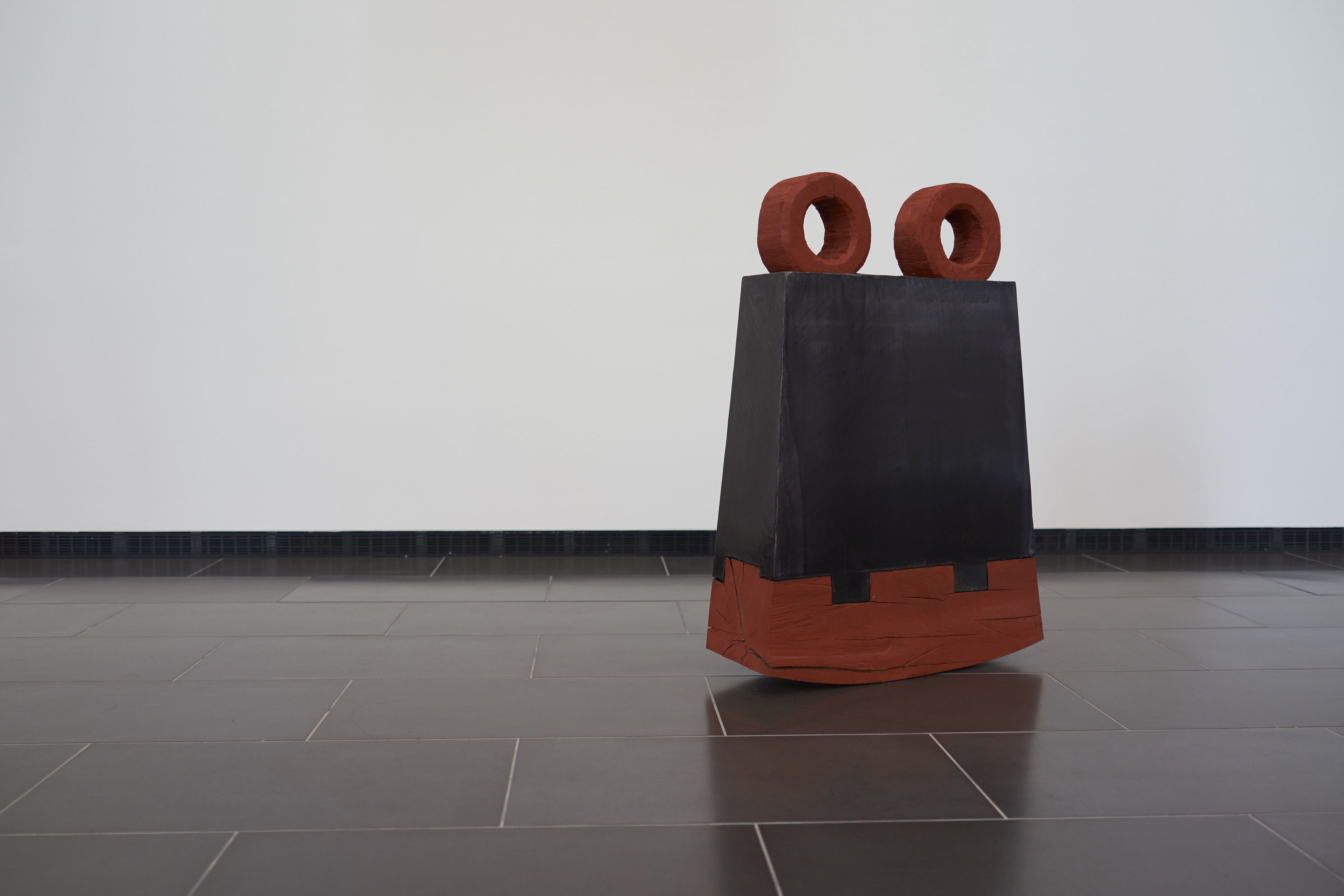
Dierk Berthel, „Doppelringfigur“, Stahl brüniert, Holz farbig gefasst
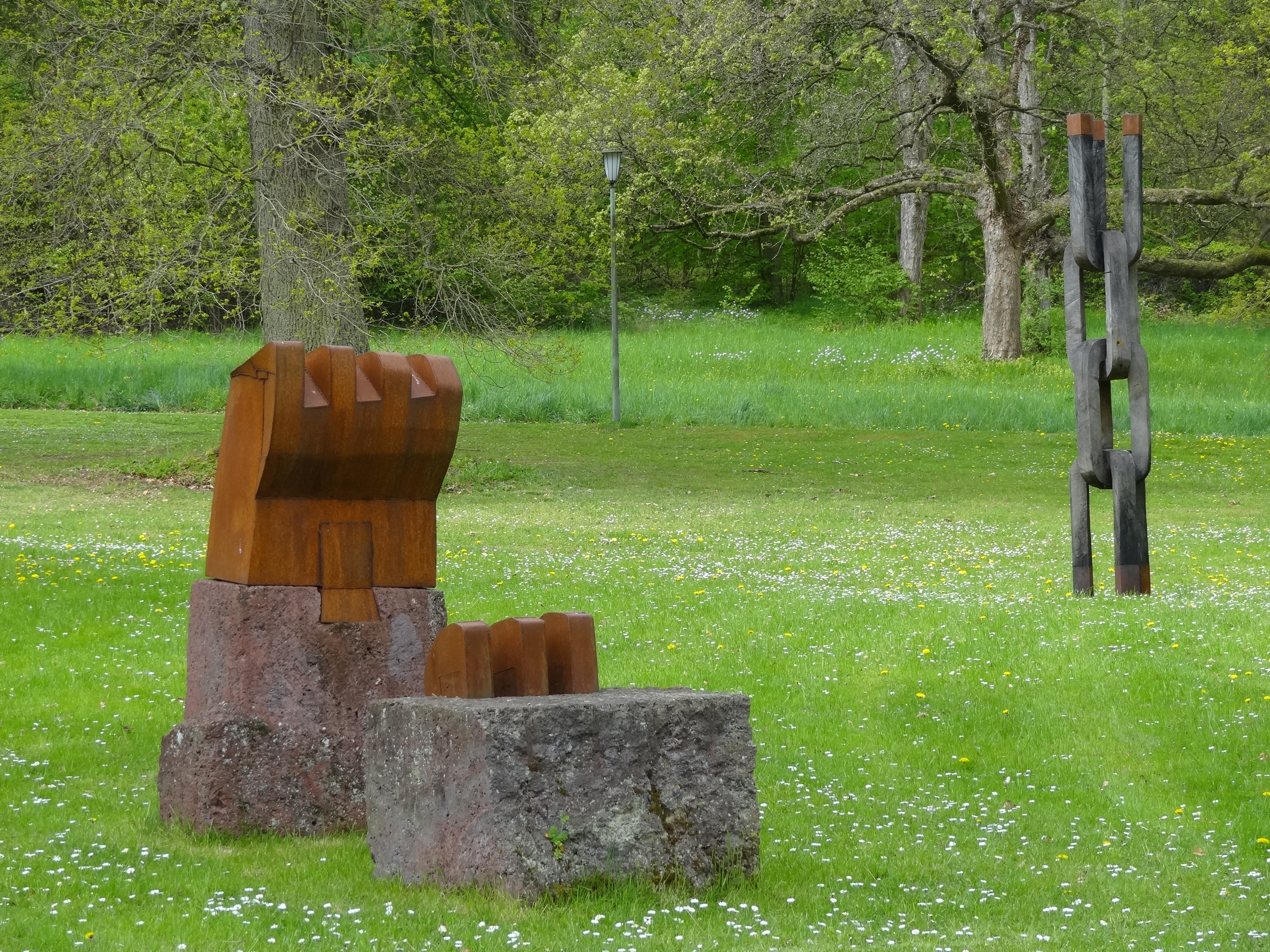
Dierk Berthel, „Schlitzfigur“, Stein und Stahl